# Henry Cravatte
Henry Cravatte (Diekirch, 21 de maig de 1911 - Diekirch, 4 de novembre de 1990) fou un polític luxemburguès. Cravatte va ser vice-primer ministre de Luxemburg des de 1964 fins a 1969, i també va ser escollit com a President del Partit Socialista dels Treballadors. Va ser President de la Conferència Permanent d'Autoritats Locals i Regionals d'Europa de 1962 a 1964 i novament de 1976 a 1978.